# Jean-Maxime Ndongo
Jean-Maxime Ndongo (Douala, 8 de novembro de 1992) é um futebolista profissional guineense que atua como meia ou médio.

## Carreira
Jean-Maxime Ndongo representou o elenco da Seleção Guinéu-Equatoriana de Futebol no Campeonato Africano das Nações de 2012.